# Муниципальный симфонический оркестр Сан-Паулу
Муниципа́льный симфони́ческий орке́стр Сан-Па́улу (порт. Orquestra Sinfônica Municipal de São Paulo, OSM) — бразильский симфонический оркестр города Сан-Паулу. Официально основан в 1939 году. Изначально именовался Симфонический оркестр муниципального театра (порт. Orquestra Sinfônica do Theatro Municipal), а современное название официально получил в 1949 году. Оркестр является частью общего художественного коллектива Городского театра Сан-Паулу, включающего также Муниципальный лирический хор Сан-Паулу (порт. Coro Lírico Municipal de São Paulo) и Балет города Сан-Паулу (порт. Balé da Cidade de São Paulo).

## История

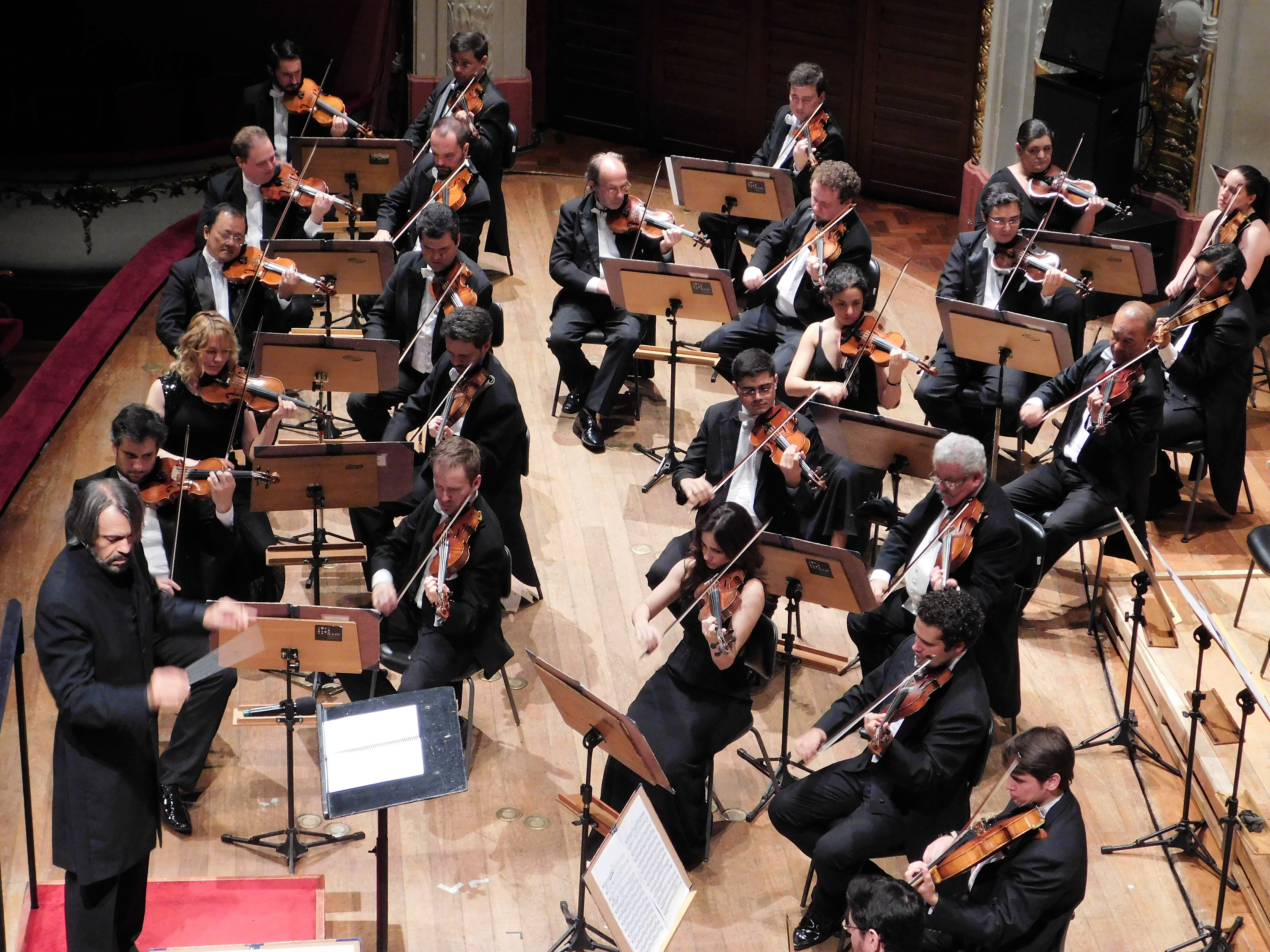
Выступление Муниципального симфонического оркестра Сан-Паулу под управлением Роберту Минчука

Во время своего открытия в 1911 году главная оперная площадка Бразилии — Городской театр Сан-Паулу — не имела собственного симфонического оркестра. Публика довольствовалась спектаклями зарубежных гастролирующих коллективов. Оркестр из бразильских профессиональных музыкантов начал периодически выступать в 1920-х годах. Представление оперных спектаклей силами собственных исполнителей стали постоянными с 1939 года, считающегося датой официального основания коллектива, который получил название Симфонический оркестр муниципального театра. В 1940-х годах стал именоваться Муниципальный симфонический оркестр Сан-Паулу, и это название было официально закреплено 28 декабря 1949 года.
В разные году в качестве приглашённых дирижёров оркестром руководили композиторы Эйтор Вила-Лобос, Кшиштоф Пендерецкий, Камаргу Гуарньери и другие. В 1955 году в Городском театре Сан-Паулу под управлением Камаргу Гуарньери состоялась премьера оперы «Неудачник Педру» (Pedro Malazarte, первый показ в Городском театре Рио-де-Жанейро в 1952 году).

## Главные дирижёры
- Закария Аутуори
- Жуан де Соуза Лима[1]
- Элеазар де Карвалью
- Камаргу Гуарньери (с 1945 года)[2]
- Абел Роша (Abel Rocha, 1987—1990)
- Джон Нешлинг (2013—2016)
- Роберту Минчук (с 2016 года)